# 楊氏賁
杨氏贲（越南语：／，1420年—1481年），越南后黎朝嫔妃，黎太宗黎元龍的妾，皇帝黎宜民的生母。初封为妃，后因态度傲慢而降为昭仪，后又降黜废入冷宫。最后和其子黎宜民一起被流放到谅山。

## 生平
黎太宗有很多嫔妃，总共有四子三女。在皇子出生前，太宗就有了两个嫔妃，即黎察之女元妃黎玉瑶、黎银之女惠妃黎日厉。1437年，黎察和黎银被定罪，元妃黎玉瑶及惠妃黎日厉因此被废。黎玉瑶废为庶人，黎日厉则被降为修容。
此后，杨氏贲得到太宗的重视，于1439年生下了太宗之长子黎宜民，不久后，黎宜民被立为皇太子。杨妃倚仗太子之母的身份，变得骄横起来，欺负宫里的人，太宗知道后不高兴。
1440年，太宗开始宠幸阮氏英，册封她为宸妃。以杨妃傲慢为由，将她降为昭仪。次年（1441年），太宗次子黎克昌出生，但其母贵人裴氏不得宠。同年，宸妃阮氏英生皇三子黎邦基，即日后的黎仁宗。太宗立即废掉了黎宜民的太子之位，封谅山王，改立黎邦基为皇太子。杨氏贲則廢為庶人。

## 墳墓
1977年，越南考古研究所在海防市永保縣榮光社發掘了她的墳墓，出土了大量隨葬品，之後她的遺體被重新埋葬在村中的公共墓地。